# Heteronyx sloanei
Heteronyx sloanei är en skalbaggsart som beskrevs av Blackburn 1889. Heteronyx sloanei ingår i släktet Heteronyx och familjen Melolonthidae. Inga underarter finns listade i Catalogue of Life.